# Rave Tapes
Rave Tapes – ósmy album studyjny szkockiego zespołu Mogwai. Został wydany 14 stycznia 2014 roku jednocześnie w Wielkiej Brytanii, Europie i jako LP z dołączonym singlem, a 17 stycznia jako CD. W Stanach Zjednoczonych został wydany (jako LP z masy zielonej przeświecającej) 21 stycznia. 
Jest pierwszym albumem Mogwai, który doszedł do 1. dziesiątki brytyjskiej listy przebojów UK Albums Chart.

## Historia albumu
Nagrania utworów przeznaczonych na nowy album zespół rozpoczął w poniedziałek 5 sierpnia w studiu Castle Of Doom, w Glasgow. Produkcją zajął się Paul Savage, który pracował również przy albumach Young Team i Hardcore Will Never Die, But You Will. Mogwai ogłosił zakończenie prac nad albumem na Twitterze 4 października 2013 roku. Album został zmasterowany w Abbey Road w następnym tygodniu.
Kilka utworów z nowego albumu (między innymi „Heard About You Last Night”, „Blues Hour” i „Remurdered”) zespół  zaprezentował podczas koncertu w Cambridge Junction, w Cambridge.

## Lista utworów

### LP
Lista według Discogs:    
| 1. | Heard About You Last Night |  |
|    |                            |  |
| 2. | Simon Ferocious            |  |
|    |                            |  |
| 3. | Remurdered                 |  |
|    |                            |  |
| 4. | Hexon Bogon                |  |
|    |                            |  |
| 5. | Repelish                   |  |
|    |                            |  |

| 1. | Master Card                |  |
|    |                            |  |
| 2. | Deesh                      |  |
|    |                            |  |
| 3. | Blues Hour                 |  |
|    |                            |  |
| 4. | No Medicine For Regret     |  |
|    |                            |  |
| 5. | The Lord Is Out Of Control |  |
|    |                            |  |

| 1.  | Heard About You Last Night | 5:24  |
|     |                            |       |
| 2.  | Simon Ferocious            | 4:49  |
|     |                            |       |
| 3.  | Remurdered                 | 6:26  |
|     |                            |       |
| 4.  | Hexon Bogon                | 2:36  |
|     |                            |       |
| 5.  | Repelish                   | 3:56  |
|     |                            |       |
| 6.  | Master Card                | 3:58  |
|     |                            |       |
| 7.  | Deesh                      | 5:34  |
|     |                            |       |
| 8.  | Blues Hour                 | 6:18  |
|     |                            |       |
| 9.  | No Medicine For Regret     | 5:41  |
|     |                            |       |
| 10. | The Lord Is Out Of Control | 4:23  |
|     |                            |       |
|     |                            | 49:05 |
|     |                            |       |

Wszystkie utwory napisał i wykonał Mogwai w składzie: Dominic Aitchison, Stuart Braithwaite, Martin Bulloch, Barry Burns i John Cummings.

## Odbiór

### Opinie krytyków
| Oceny łączne           | Oceny łączne |
| Publikacja             | Ocena        |
| ---------------------- | ------------ |
| Album of the Year      | 73/100       |
| AnyDecentMusic?        | 7.4/10       |
| Metacritic             | 76/100       |
| Recenzje               |              |
| Publikacja             | Ocena        |
| AllMusic               | [ 9 ]        |
| The A.V. Club          | B            |
| The Arts Desk          | [ 11 ]       |
| Clash                  | 8/10         |
| Classic Rock           | [ 13 ]       |
| Consequence of Sound   | C+           |
| DIY                    | [ 15 ]       |
| Drowned in Sound       | 7/10         |
| Exclaim!               | 9/10         |
| God Is in the TV       | 3/5          |
| The Guardian           | [ 19 ]       |
| The Independent        | [ 20 ]       |
| The Irish Times        | [ 21 ]       |
| laut.de                | [ 22 ]       |
| The Line of Best Fit   | 7.5/10       |
| musicOMH               | [ 24 ]       |
| No Ripcord             | 8/10         |
| Northern Transmissions | 8.0/10       |
| The Observer           | [ 27 ]       |
| Paste                  | 8/10         |
| Pitchfork              | 6.0/10       |
| PopMatters             | 7/10         |
| Rolling Stone          | [ 31 ]       |
| The Skinny             | [ 32 ]       |
| Sputnikmusic           | 2.0/5        |
| Under the Radar        | 4/10         |

Album otrzymał średnią ocenę 73 na 100 na podstawie 33 recenzji krytycznych w podsumowaniu Album of the Year, 7.4 na 10 na podstawie 37 recenzji w podsumowaniu AnyDecentMusic? i 76 na 100 na podstawie 32 recenzji w podsumowaniu Metacritic.
Zdaniem Heather Phares z AllMusic Rave Tapes jest albumem „powściągliwym” i „na ogół oszczędnym”. Swoją opinię uzasadnia tym, iż przed nagraniem albumu zespół skoncentrował swoją aktywność na nagrywaniu ścieżki dźwiękowej do filmu Powracający, która ukazała się jako album na początku 2013 roku, miał poza tym zagrać serię koncertów z muzyką filmową do Zidane: A 21st Century Portrait. Pewna część ścieżki dźwiękowej do filmu Powracający jest obecna jej zdaniem w utworze Remurdered, „zimnokrwistym elektro-rocku”. Za najjaśniejsze momenty Rave Tapes recenzentka uważa „senne preludium” Heard About You Last Night oraz „hymniczny” Blues Hour i „napędzany wokoderami” The Lord Is Out of Control, które nawiązują jej zdaniem do „wyciszonego piękna Mr. Beast” i „implozyjnego minimalizmu Come On Die Young”. Podsumowując stwierdza, iż „Rave Tapes potrzebuje trochę czasu, aby złapać swój rytm, ale dostarcza wielu momentów, aby utrzymać fanów w stanie zaintrygowania, gdy już to nastąpi”.
Skojarzenia utworu Remurdered z muzyką z filmu Powracający nasunęły się również Chrisowi Buckle’owi z magazynu The Skinny. Według niego album klimatem przypomina film, zwłaszcza dzięki „niepokojącym syntezatorom, czyniącym Rave Tapes jednym z najbardziej nawiedzonych albumów zespołu”, a Mogwai – zespołem, „który wciąż ewoluuje i wciąż jest niesamowity”.
Na utwór Remurdered zwraca również uwagę Sasha Geffen z magazynu Consequence of Sound porównując brzmienie jego syntezatorów do muzyki Kraftwerk – „to bez dwóch zdań najciekawszy utwór na płycie”. Wyróżnia również The Lord Is Out of Control stwierdzając na koniec, iż „za trzy lata, jak w zegarku, Mogwai wyda kolejny zestaw, który będzie ekspansywny, filmowy i przyjemny dla ucha. Podczas gdy inne zespoły starają się wymyślić siebie na nowo, Mogwai wydaje się być wystarczająco szczęśliwy grając Mogwai. (…) To jest to, co robią najlepiej”].
„Mogwai (…) stworzyli doskonałą kontynuację Hardcore Will Never Die z 2011 roku, na której wydają się wspominać swego rodzaju rave” – uważa Harriet Gibsone z dziennika The Guardian.
„Po raz kolejny Szkoci są silniejsi niż ktokolwiek inny i podnoszą poprzeczkę w gatunku bombastów w stanie nieważkości do zawrotnej wysokości” – dowodzi Kai Butterweck z magazunu laut.de.
Według Sama Shepherda z musicOMH Mogwai „wyrośli z etykietki post-rocka, którą początkowo im przyklejono”, jednak ich najnowszy album, nie ma, wbrew tytułowi, tanecznego charakteru, „różni się jednak od [ich] poprzednich albumów, jest dość dziwną i złożoną bestią i prawdopodobnie najbardziej bezpośrednim i zróżnicowanym muzycznie albumem, jaki Mogwai nagrali. Jest to również prawdopodobnie jedna z ich najmroczniejszych płyt, co w przypadku zespołu, który stworzył muzykę do Les Revenants (…) jest pewnym osiągnięciem”. „Rave Tapes nie jest może całkowitą zmianą kierunku Mogwai, ale jest na tyle odmienny, że sugeruje, iż w zespole pozostało jeszcze sporo inwencji” – zauważa na koniec.
Niezbyt wysoko ocenia Rave Tapes Nick Neyland z magazynu Pitchfork dając mu 6 punktów na 10. Recenzent zauważa, iż instrumentarium Mogwai na jego ósmym albumie uległo zmianie – zespół postanowił w większym stopniu wykorzystać elektronikę, czego przykładem jest Remurdered. Tym niemniej Rave Tapes „mocno zagłębia się w miejsce, do którego Mogwai konsekwentnie powracali przez całą swoją karierę, to dzieło zespołu dziwnie konserwatywnego, odwracającego się od otwartości, którą niegdyś wyznawał. W pewnym momencie Mogwai przestało być zainteresowane testowaniem granic swojej muzyki, zadowalając się zamiast tego komfortem pracy w swoich ramach, to zespół uwięziony we własnej twórczości, od czasu do czasu szukający innego miejsca, ale nie potrafiący lub nie chcący się tam w pełni dostać” – podsumowuje.
Na zmianę brzmienia zespołu poprzez wprowadzenie elektronicznego sprzętu zwraca również uwagę Nathan Stevens z PopMatters. Zmiana ta jego zdaniem miała miejsce już na albumie Hardcore Will Never Die, But You Will, a Rave Tapes stanowi kolejny krok w tej ewolucji. Najnowsze wydawnictwo Mogwai brzmi jego zdaniem jak album Talkie Walkie zespołu Air zmieszany z The Earth Is Not A Cold Dead Place Explosions in the Sky. W Rave Tapes jest według niego zarówno „zaskakująco dużo powściągliwości”, jak i „piękne momenty, a otwierający album Heard About You Last Night to najlepszy utwór na płycie, pełen wdzięku i wzruszający, zbudowany wokół wspaniałych gongów i bezbłędnej pracy gitary”. Rave Tapes „wydaje się być naturalnym postępem w ich zmieniającym się brzmieniu. Choć nie jest idealny (…) pokazuje zespół, który czuje się komfortowo w rozwijaniu swojego brzmienia” – konstatuje recenzent.
Rave Tapes z Hardcore Will Never Die, But You Will porównuje również Joe Goggins z The Line of Best Fit uważa jednak, że choć Rave Tapes nie osiąga „euforycznych wyżyn” swego poprzednika, to jednak jest „dopracowanym i inteligentnym albumem grupy, która nie jest już zainteresowana chwytaniem słuchaczy za kark; zamiast tego, dzisiejsi Mogwai są dostarczycielami niuansów i subtelności, i to świetnych”.
„Rave Tapes jest prawdopodobnie najmocniejszą kolekcją Mogwai – nie licząc Les Revenants – od czasu Mr Beast, i niezwykle solidną destylacją ich nieprzemijającego uroku” - ocenia Christian Cottingham z magazynu Drowned in Sound.
„Największym osiągnięciem tej płyty jest dobre wykorzystanie dojrzałych umiejętności pisania piosenek” – twierdzi Chris Mincher z The A.V. Club.

### Listy tygodniowe
| Kraj              | Lista                      | Pozycja |
| ----------------- | -------------------------- | ------- |
| Austria           | Austrian Charts            | 56      |
| Belgia            | Ultratop (Flandria)        | 12      |
| Belgia            | Ultratop (Walonia)         | 30      |
| Francja           | Les Charts                 | 37      |
| Holandia          | MegaCharts                 | 78      |
| Niemcy            | Offizielle Deutsche Charts | 16      |
| Stany Zjednoczone | Top Album Sales            | 55      |
| Stany Zjednoczone | Independent Albums         | 13      |
| Stany Zjednoczone | Tastemakers                | 3       |
| Stany Zjednoczone | Vinyl Albums               | 2       |
| Szkocja           | Scottish Albums Chart      | 2       |
| Szwajcaria        | Schweizer Hitparade        | 24      |
| Wielka Brytania   | UK Albums Chart            | 10      |
| Wielka Brytania   | UK Independent Albums      | 3       |